# Battaglia di Calmazzo
La battaglia di Calmazzo è il punto culminante della ribellione del ducato di Urbino nei confronti di Cesare Borgia (il sanguinario condottiero figlio di papa Alessandro VI, famoso per aver ispirato a Machiavelli la figura del “Principe”).
Dopo aver rovesciato il duca Guidobaldo da Montefeltro, Cesare si dichiarò duca di Urbino.
Ma le repressioni e i saccheggi dei soldati e dei mercenari borgiani provocarono un malcontento generale e la popolazione iniziò a ribellarsi ed a impugnare le armi, attaccando gli stessi soldati.
Cesare Borgia, preoccupato per la situazione, ignorava che i suoi ex-condottieri di ventura tramavano contro di lui, sotto il comando di Vitellozzo Vitelli (condottiero e duca di Montone).
I condottieri decisero quindi di unirsi nella "Lega dei Condottieri" per scacciare Borgia da Urbino, e nel frattempo deporlo dal trono di duca del Valentinois; Borgia non scoprì la congiura, e nella primavera del 1502 diede ordine di ritirarsi dal ducato di Urbino, per spostarsi verso l'Emilia-Romagna.
Ma durante la ritirata, all'altezza di Calmazzo (nelle Marche), i soldati del Borgia incontrarono i 7 000 uomini della Lega dei Condottieri.
Lo scontro mosse subito a favore dei Borgiani (che erano riusciti a prendere un'altura), i quali facendo avanzare la fanteria pesante misero in fuga facilmente la fanteria leggera degli avversari. Poco dopo i congiurati fecero avanzare la loro fanteria pesante che dopo alcuni scontri fece ritirare la fanteria pesante borgiana ormai esausta perché stava combattendo da più tempo. Subito dopo Cesare Borgia fece avanzare i fanti che durante gli scontri presero al fianco i picchieri e i fanti pesanti dei congiurati mettendoli in difficoltà  nonostante i borgiani fossero in inferiorità numerica. Ma, quando anche la fanteria pesante dei congiurati stava per cedere, dalla foresta sopraggiunsero 5 000 civili armati che colsero di sorpresa i borgiani, i quali furono accerchiati e dovettero fuggire, perdendo molti uomini.
Dopo la sconfitta, Cesare Borgia abbandonò le pretese sul trono d'Urbino; poco dopo riuscì a reclutare un nuovo esercito così potente che i capi della lega dei condottieri dovettero chiedere a Cesare di fare un accordo di pace, l'anno seguente (il 1503) Cesare uccise i capi della Lega dei Condottieri nella strage di Senigallia.